# TRL Award al miglior film
Il TRL Award al miglior film è uno dei premi dei TRL Awards, che è stato assegnato dalla seconda (2007) alla quinta edizione (2010) dell'evento, in cui veniva premiato il film dell'anno appena conclusosi. Per tutte le edizioni in cui è stato presente, il premio era distinto dalla nomenclatura Best Movie, rimasta inviariata anche durante gli MTV Italia Awards.

## Vincitori e nominati

### Anni 2000
| Anno | Vincitore                      | Nominati                                                                                               |
| ---- | ------------------------------ | --- |
| 2007 | Notte prima degli esami - Oggi | - Ho voglia di te - Manuale d'amore 2 - Capitoli successivi - Natale a New York - Step Up              |
| 2008 | Come tu mi vuoi                | - Grande, grosso e Verdone - Parlami d'amore - Questa notte è ancora nostra - Scusa ma ti chiamo amore |
| 2009 | Twilight                       | - Ex - High School Musical 3: Senior Year - Italians - Natale a Rio                                    |

## Anni 2010
| Anno        | Vincitore     | Nominati |
| ----------- | ------------- | --- |
| 2010        | Avatar        | - Cado dalle nubi - L'era glaciale 3 - L'alba dei dinosauri - Natale a Beverly Hills - Scusa ma ti voglio sposare |
| 2011 - 2012 | Non assegnato | Non assegnato |